# Liste der Monuments historiques in Sarremezan
Die Liste der Monuments historiques in Sarremezan führt die Monuments historiques in der französischen Gemeinde Sarremezan auf.

## Liste der Bauwerke
| Bezeichnung | Beschreibung              | Standort | Kennzeichnung | Schutzstatus | Datum | Bild |
| ----------- | ------------------------- | -------- | ------------- | ------------ | ----- | ---- |
| Schloss     | Erbaut im 15. Jahrhundert | (Lage)   | PA00094485    | Inscrit      | 1955  |      |

## Liste der Objekte
- Monuments historiques (Objekte) in Sarremezan in der Base Palissy des französischen Kultusministeriums